# Komparu Zempō
Komparu Zempō est un nom japonais traditionnel ; le nom de famille (ou le nom d'école), Komparu, précède donc le prénom (ou le nom d'artiste).
Komparu Zempō (金春 禅鳳, 1454-1520,?) est un acteur japonais du théâtre nō et dramaturge de l'école Komparu. 

## Présentation
Il est le petit-fils de Komparu Zenchiku. Les pièces de Zempo sont plus populaires et dramatiques, originales et conçues pour plaire au public, avec de grandes distributions et des effets et des décors plus complexes que les pièces de son grand-père ou de son arrière grand-père Zeami, bien qu'il connaisse le yūgen et le wabi. Zempo est élève de Shuko et rapporte les paroles de ce dernier : « La lune qu'on n'entrevoit pas dans les plis des nuages n'a aucun intérêt »).

## Pièces
- Arashiyama (嵐山)
- Hatsuyuki (« Neige vierge » ou « Première neige »; 初雪; écrite dans le style yugen Zenchiku[2],[1])
- Ikarikazuki ; 碇潜)
- Ikkaku sennin (« Le sorcier unicorne »; 一角仙人; il en existe une adaptation kabuki)
- Ikuta Atsumori (生田敦盛)
- Kamo (賀茂)
- Tōbōsaku (東方朔)

## Traités
- Mōtanshichinshō (1455)[4].

## Source de la traduction
- (en) Cet article est partiellement ou en totalité issu de l’article de Wikipédia en anglais intitulé « Komparu Zempō » (voir la liste des auteurs).